# Porc-épic d'Amérique
Pour les articles homonymes, voir Porc-Épic (homonymie).
Erethizon dorsata, Erethizon dorsatum, Erethizon dorsatus · Ourson coquau, Porc-épic nord-américain
Pour les articles homonymes, voir Porc-épic et ourson.
Genre
Espèce
Synonymes
- Erethizon dorsatum
- Erethizon dorsatus

Statut de conservation UICN

 LC  : Préoccupation mineure
Le Porc-épic d'Amérique (Erethizon dorsata) est une espèce de porcs-épics, de la famille des Éréthizontidés qui regroupe les porcs-épics du continent américain. Cette espèce, que l'on retrouve dans toute l'Amérique du Nord, est la seule du genre Erethizon.

## Dénominations
- Noms scientifiques ou synonymes dont la validité fait encore débat :
  - Erethizon dorsata (préféré par Mammal Species of the World (MSW))
  - Erethizon dorsatum (préféré par l'Union internationale pour la conservation de la nature (UICN))
  - Erethizon dorsatus (préféré par le Système d'information taxonomique intégré (ITIS)).
- Noms vulgaires (vulgarisation scientifique) : Porc-épic nord-américain[1],[2], Porc-épic d'Amérique[3],[4] ou encore Porc-épic américain[4] (même s'il existe d'autres espèces sur le continent américain).
- Nom vernaculaire (langage courant) : il est aussi appelé Ourson coquau[5].

## Description
Le porc-épic d'Amérique mesure de 63 à 103 cm dont 14,8 à 30 cm pour la queue. Les mâles sont plus gros que les femelles.
Il pèse entre 3,3 et 9,5 kg, mais certains individus peuvent atteindre 18 kg.
Il est entièrement noir à l'exception de l'extrémité de certains piquants qui sont blanc crème. Son dos et sa queue sont recouverts par plus de 30 000 longs poils durs et piquants.

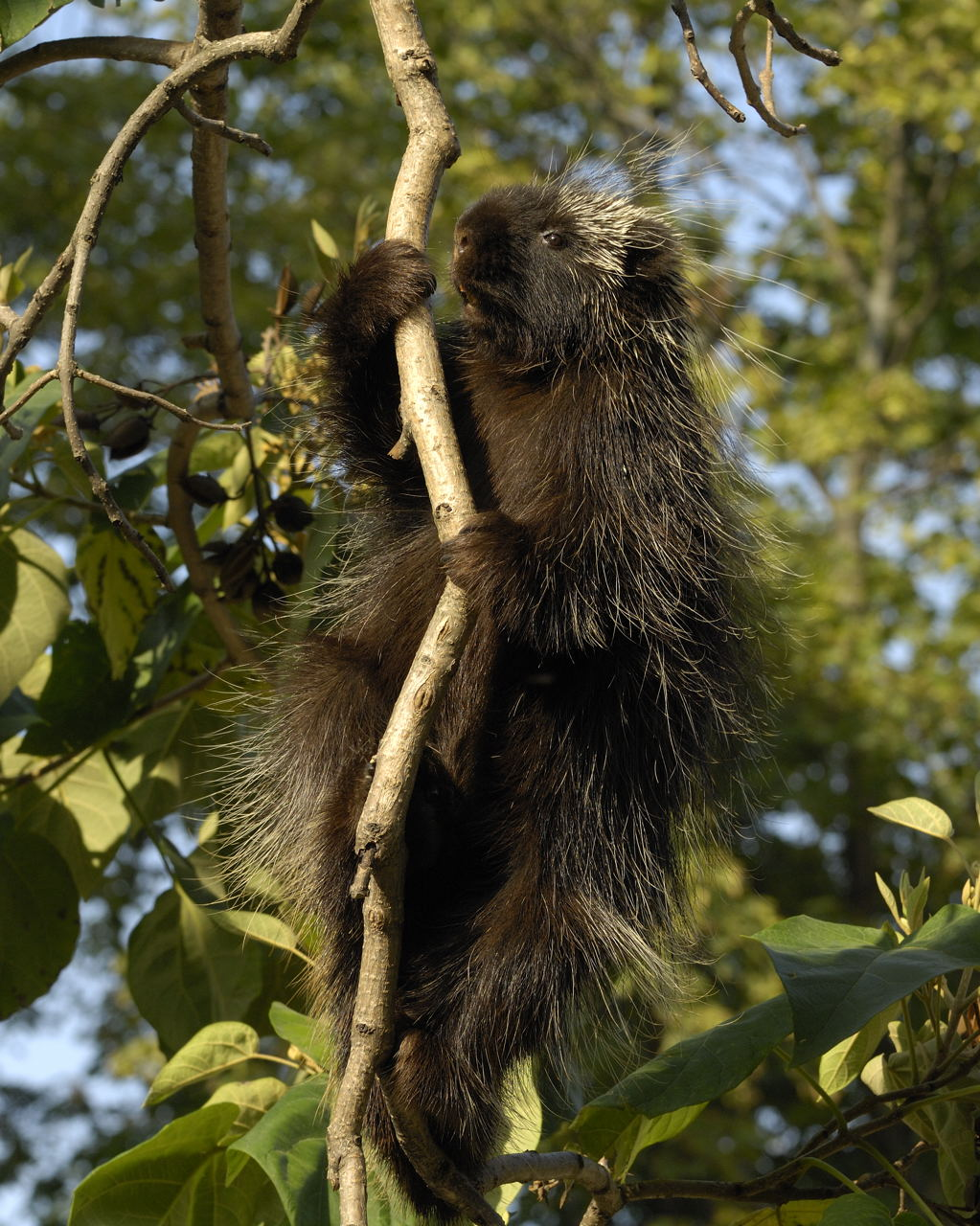
Au zoo de Schönbrunn
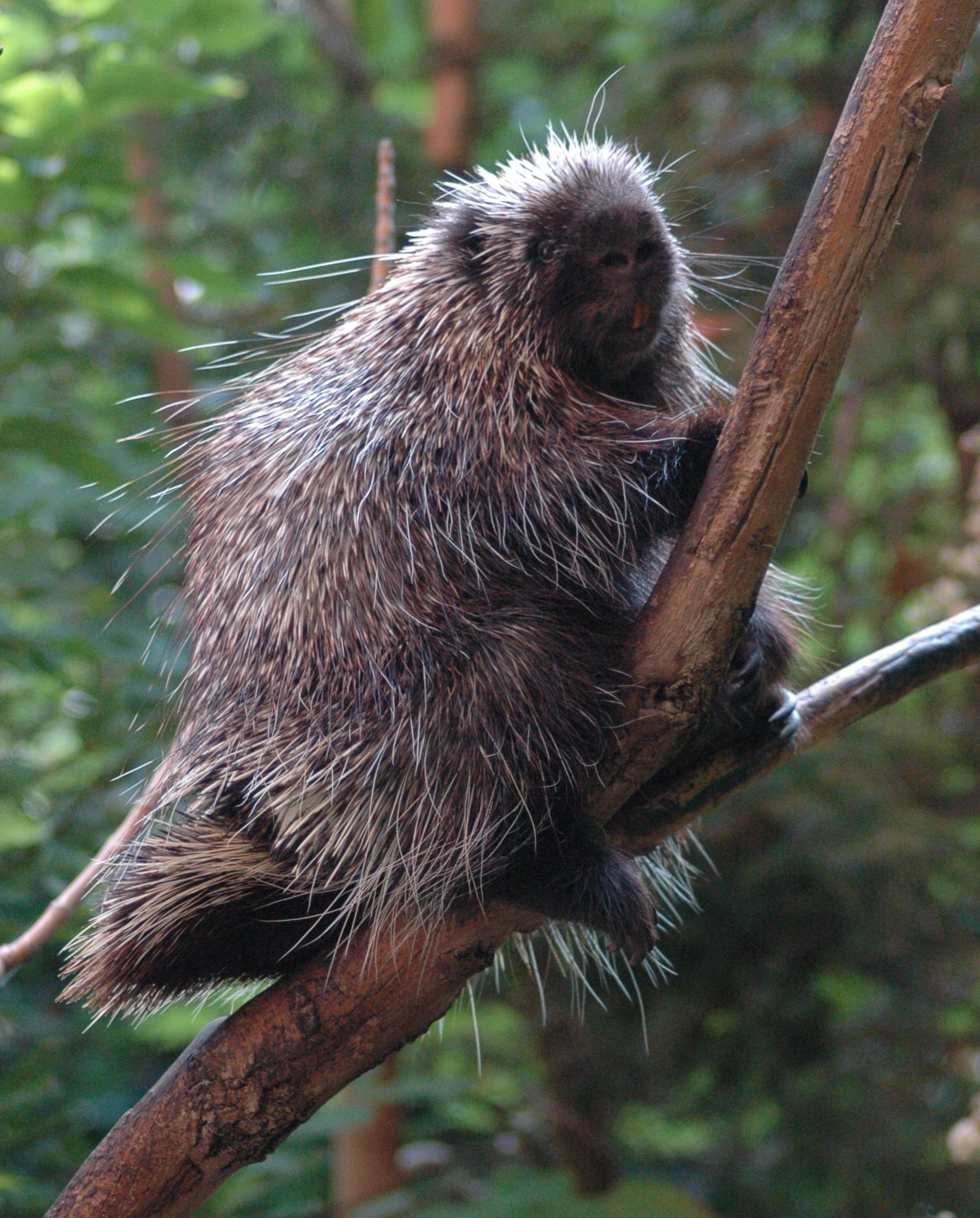
Au Biodôme de Montréal
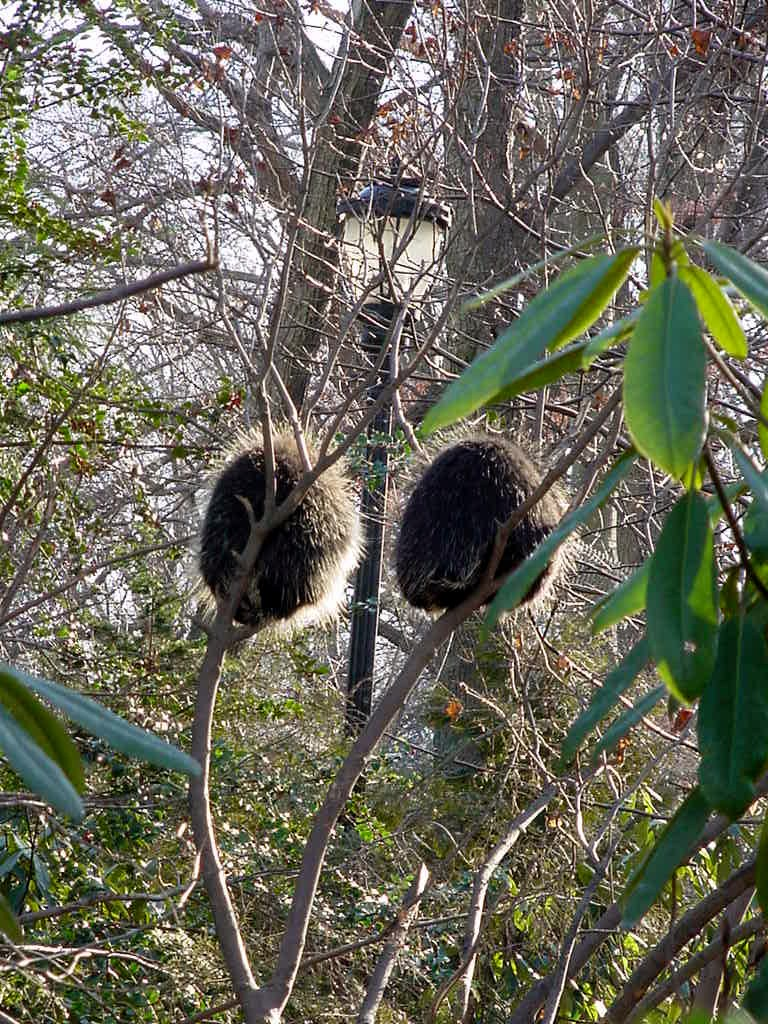
Se chauffant au soleil
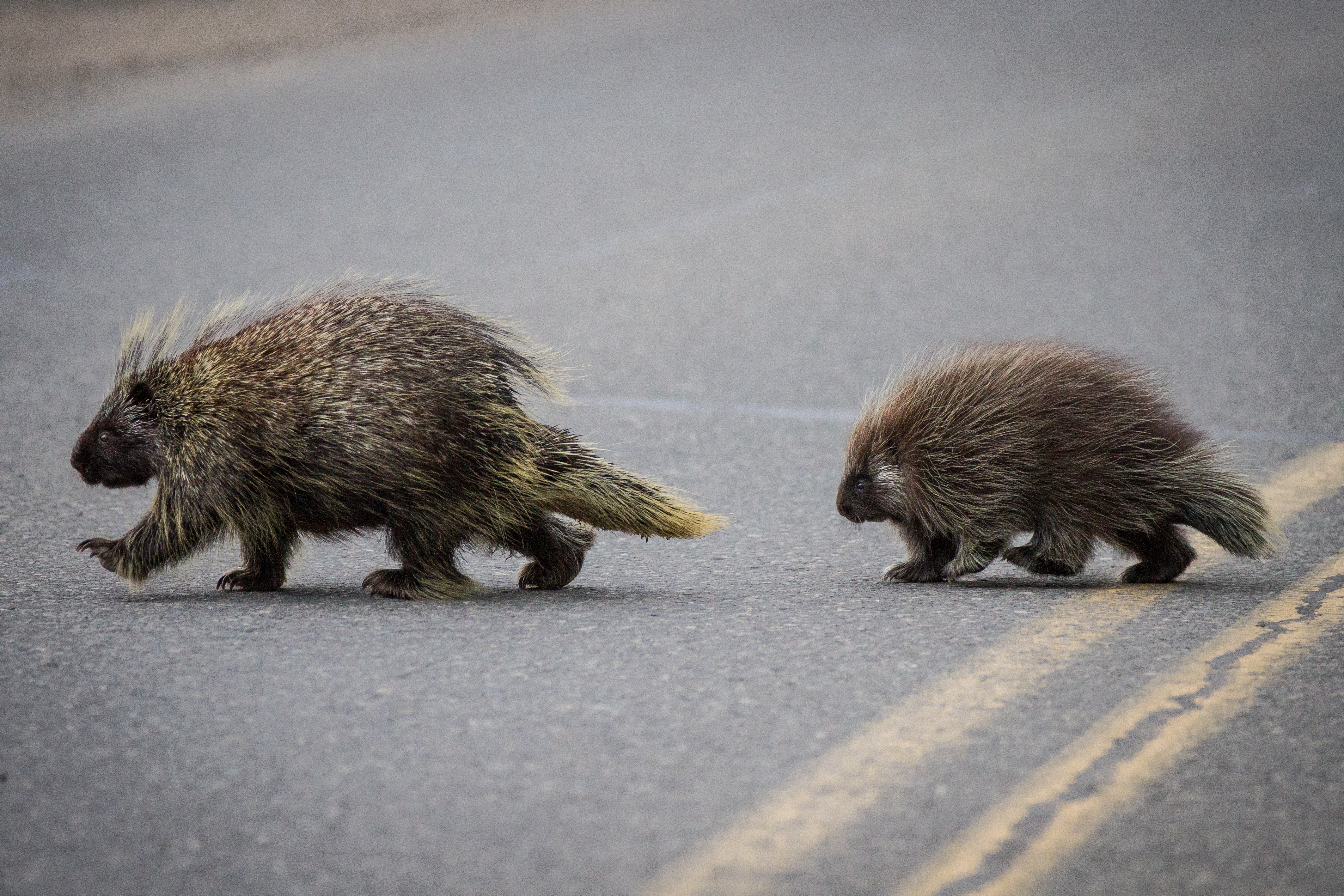
Traversant une route
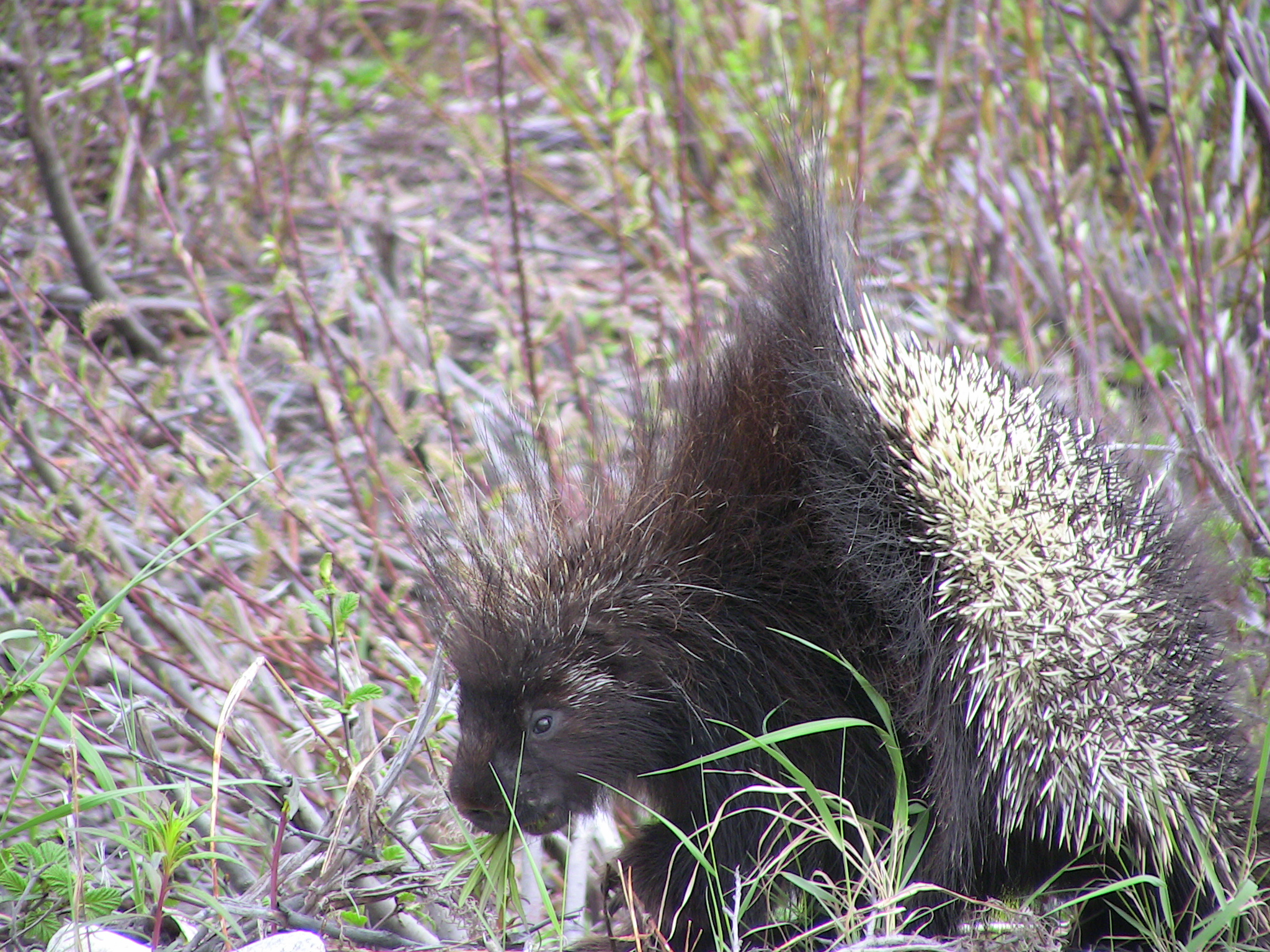
Attitude de défense

## Comportement

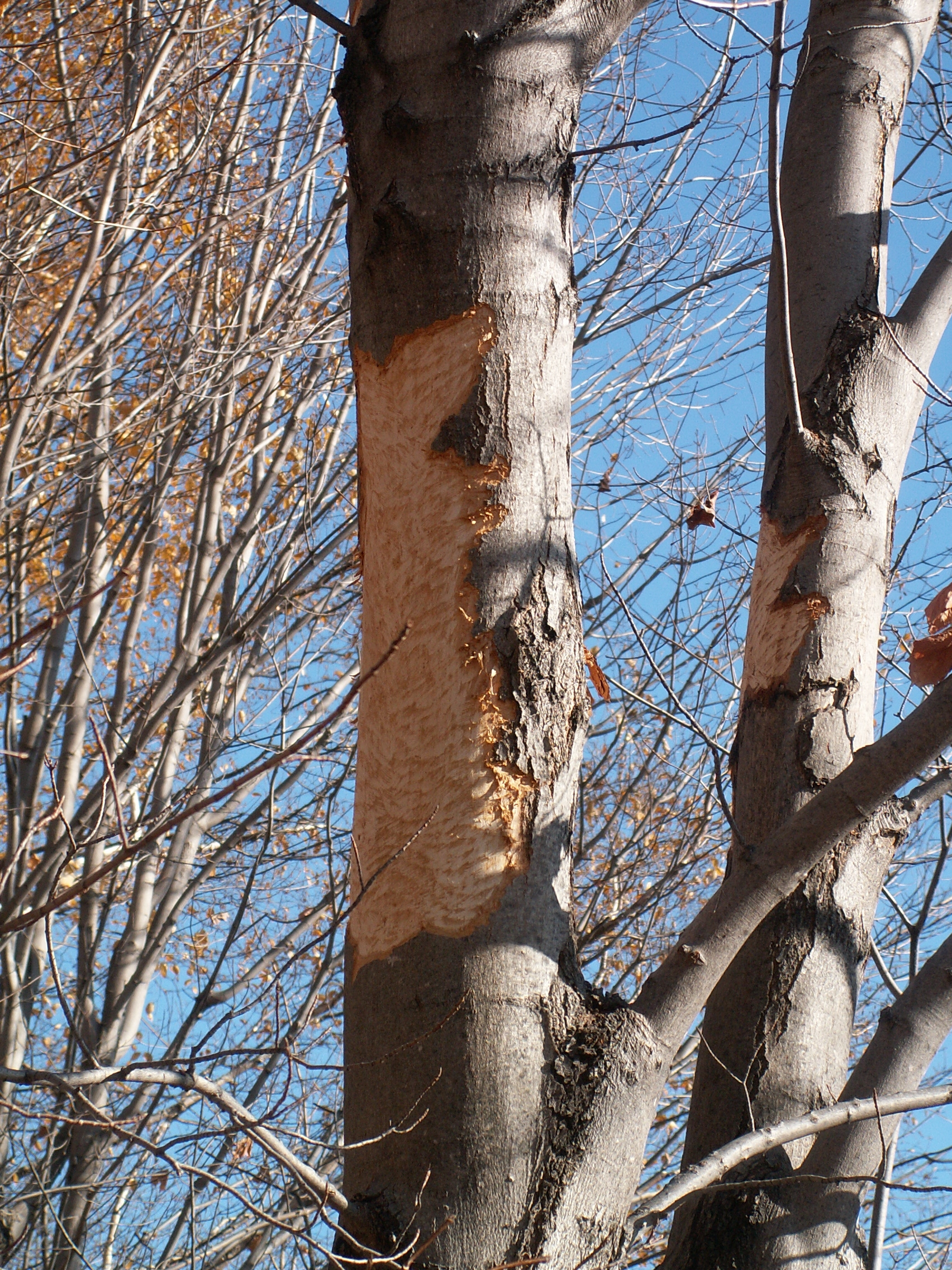
Écorce d'un érable à sucre mangée par un porc-épic

Il passe beaucoup de temps dans les arbres, son sens de l'équilibre et ses longues griffes en font un excellent grimpeur. Il possède 30 000 piquants qui sont susceptibles de se planter dans la peau d'un adversaire; mais le porc-épic d'Amérique préfère éviter l'affrontement en claquant des dents et en émettant une odeur acre issue d'une glande sous-caudale,. Il dort dans un arbre creux ou une cavité rocheuse.
Le porc-épic a une allure maximale de 2 km/h[réf. souhaitée].

### Alimentation
Cet animal se nourrit d'écorce, de feuilles, d'aiguilles de pins, et parfois de graines et de fruits.

### Reproduction
Un seul petit vient au monde après 7 mois de gestation; ses piquants sont courts et mous. La longévité peut atteindre 18 ans,.

## Répartition et habitat
Il habite toute l'Amérique du Nord : essentiellement en forêts, mais aussi dans les déserts et la toundra.
Il s'adapte sans problème aux régions boréales, où sa distribution s'étend jusqu'à la limite des arbres. Parfois il pénètre les zones habitées parce que, pense-t-on, il recherche du sodium qu'il trouve là sous forme de sel laissé par la transpiration [réf. souhaitée].

Carte de répartition

### Variation cyclique de la densité de population
Une étude menée par Dominique Berteaux, professeur au Département de biologie, chimie et géographie de l'Université du Québec à Rimouski, dévoilée en 2009 et menée sur une période de 9 ans, met en lumière une fluctuation majeure de la population du porc-épic d'Amérique qui suit un cycle de 11 ou 22 ans. La courbe de densité de population montre une forte corrélation avec celle du cycle des radiations solaires, mais légèrement décalée dans le temps. Le professeur Berteaux détermine que le taux de prédation que subit le porc-épic en hiver est fortement influencé par la quantité de neige au sol, qui est elle-même fonction de l'activité solaire.

## Classification
Cette espèce a été décrite pour la première fois en 1758 par le naturaliste suédois Carl von Linné (1707-1778), et le genre en 1823 le zoologiste français Frédéric Cuvier (1773-1838), frère du célèbre naturaliste Georges Cuvier.
Les auteurs hésitent encore à nommer cet animal : Erethizon dorsata, Erethizon dorsatum ou Erethizon dorsatus.

### Liste des sous-espèces
Selon Mammal Species of the World (version 3, 2005)  (9 février 2014) :
- sous-espèce Erethizon dorsata bruneri
- sous-espèce Erethizon dorsata couesi
- sous-espèce Erethizon dorsata dorsata
- sous-espèce Erethizon dorsata epixanthus
- sous-espèce Erethizon dorsata myops
- sous-espèce Erethizon dorsata nigrescens
- sous-espèce Erethizon dorsata picinum